# Edwin Kowalik
Edwin Kowalik (* 1. September 1928 in Chropazów; † 20. Mai 1997 in Warschau) war ein polnischer Pianist, Publizist und Komponist.
Kowalik lebte bis 1935 mit seiner Familie in Częstochowa. Auf Grund einer Verletzung während der Geburt sehgeschädigt, erblindete er in diesem Jahr völlig und kam in das Blindenzentrum nach Laski bei Warschau, wo er die Grundschule und eine zweijährige Berufsausbildung abschloss und den ersten Klavierunterricht bei Włodzimierz Dolański und Włodzimierz Bielajew erhielt. Der Ausbruch des Warschauer Aufstandes beendete die Ausbildungszeit in Laski.
Von 1945 bis 1953 studierte Kowalik an der Musikakademie Łódź Klavier zunächst bei Władysław Kędra, später bei Maria Wiłkomirska. Beim Internationalen Klavierwettbewerb in Bukarest 1953 gewann er den Dritten Preis, beim Internationalen Chopin-Wettbewerb 1955 war er unter den Finalisten und erhielt ein Ehrendiplom. Ab 1956 lebte er in Warschau.
Nach dem Erfolg beim Chopin-Wettbewerb begann er eine Laufbahn als Konzertpianist, die 40 Jahre andauerte. Er hatte Auftritte in zahlreichen Städten Polens, außerdem in den Vereinigten Staaten und Kanada, in Südamerika, Deutschland, Russland, Tschechien, der Slowakei, Österreich, Spanien und England. Er machte auch Rundfunk- und Plattenaufnahmen, eine CD unter dem Titel Moje fascynatie mit Klavierwerken Fryderyk Chopins und von Krzysztof Kolberger rezitierten Gedichten erschien nach seinem Tode.
Ab 1957 veröffentlichte er als Redakteur und Herausgeber im Polnischen Blindenverband Werke von Fryderyk Chopin und Karol Szymanowski in Brailleschrift heraus Außerdem erarbeitete er Braille-Editionen zahlreicher Lehrbücher. Auf internationaler Ebene arbeitete er an der Vereinheitlichung der Musiknotation für Blinde mit. 1960 gründete er das Magazyn Muzyczny, dessen Chefredakteur er viele Jahre war. Er verfasste journalistische Arbeiten, insbesondere im Bereich der Musik, außerdem Essays und Memoiren.
Als Komponist trat Kowalik vorwiegend mit Klavierstücken und Liedern hervor, deren Texte er zum Teil selbst schrieb. 1979 gewann er beim Komponistenwettbewerb in Prag mit seinem Klavierstück Trytyk den Dritten Preis. Für sein Wirken wurde er vielfach geehrt, u. a. mit dem Goldenen Verdienstkreuz der Republik Polen (1956), dem Ritterkreuz des Ordens Polonia Restituta (1970) und dem Orden Banner der Arbeit (Order Sztandaru Pracy (1979)). Es wurden zwei Dokumentarfilme über ihn gedreht: Chopin zapisany brajlem (Chopin in Braille-Schrift) und Pamięci Edwina Kowalika (Erinnerungen an Edwin Kowalik). 1998 wurde die Edwin-Kowalik-Musikgesellschaft gegründet, deren Ziel es ist, die aktive Teilnahme blinder Menschen an Musik zu unterstützen und zu fördern.